# Cantonul Lauzun
Cantonul Lauzun este un canton din arondismentul Marmande, departamentul Lot-et-Garonne, regiunea Aquitania, Franța.

## Comune
| Comune                 | Populație (1999) | Cod poștal | Cod INSEE |
| ---------------------- | ---------------- | ---------- | --------- |
| Agnac                  | 441              | 47800      | 47003     |
| Allemans-du-Dropt      | 481              | 47800      | 47005     |
| Armillac               | 193              | 47800      | 47014     |
| Bourgougnague          | 277              | 47410      | 47035     |
| Laperche               | 133              | 47800      | 47136     |
| Lauzun                 | 729              | 47410      | 47142     |
| Lavergne               | 603              | 47800      | 47144     |
| Miramont-de-Guyenne    | 3.276            | 47800      | 47168     |
| Montignac-de-Lauzun    | 281              | 47800      | 47188     |
| Peyrière               | 279              | 47350      | 47204     |
| Puysserampion          | 246              | 47800      | 47218     |
| Roumagne               | 553              | 47800      | 47226     |
| Saint-Colomb-de-Lauzun | 502              | 47410      | 47235     |
| Saint-Pardoux-Isaac    | 1.183            | 47800      | 47264     |
| Ségalas                | 167              | 47410      | 47296     |